# Köveskál
Köveskál is een plaats (község) en gemeente in het Hongaarse comitaat Veszprém. Köveskál telt 448 inwoners (2001).